# Beverly Hills (Missouri)
Beverly Hills – miasto w Stanach Zjednoczonych, w stanie Missouri, w hrabstwie St. Louis.